# Joseph Franz von Roßler
Joseph Franz von Roßler, auch von Rosler (* 1730 in Großengottern; † 28. April 1808), war ein königlich-sächsischer Generalmajor der Kavallerie.

## Leben und Werk
Von Roßler entstammte einer ursprünglich in Geldern angesessenen Adelsfamilie aus Thüringen und schlug ab 1746 eine Militärlaufbahn bei der Sächsischen Armee ein. Seit 1793 war er Regimentschef, nachdem ihn zuvor Kurfürst Friedrich August III. von Sachsen am 8. März 1792 zum Generalmajor befördert hatte.